# Matthew Boulton
Matthew Boulton FRS (/ˈboʊltən/; 03 tháng 9 năm 1728 - 17 tháng 8 năm 1809) là một nhà sản xuất và kinh doanh người Anh, đối tác của kỹ sư người Scotland - James Watt. Trong quý cuối cùng của thế kỷ 18, quan hệ đối tác đã lắp đặt hàng trăm động cơ hơi nước Boulton &amp; Watt, đây là một bước tiến lớn về công nghệ, giúp cơ giới hóa các nhà máy và xưởng sản xuất. Boulton đã áp dụng các kỹ thuật hiện đại để đúc tiền, tạo ra hàng triệu đồng cho Anh và các quốc gia khác, và cung cấp cho Xưởng đúc tiền Hoàng gia các thiết bị hiện đại.
Sinh ra ở Birmingham, ông là con trai của một nhà sản xuất các sản phẩm kim loại nhỏ ở Birmingham đã chết khi Boulton 31 tuổi. Sau đó, Boulton đã quản lý doanh nghiệp trong vài năm và sau đó đã mở rộng đáng kể, hợp nhất các hoạt động tại Xưởng sản xuất Soho, do ông xây dựng gần Birmingham. Tại Soho, anh đã áp dụng các kỹ thuật mới nhất, mở rộng việc sản xuất đĩa bạc, đồng thiếp vàng và các nghệ thuật trang trí khác. Ông đã trở nên gắn bó với James Watt khi John Roebuck, đối tác kinh doanh của Watt, không thể trả một khoản nợ cho Boulton, người đã chấp nhận chia sẻ bằng sáng chế của Roebuck. Sau đó, ông vận động thành công Nghị viện để gia hạn bằng sáng chế của Watt thêm 17 năm, cho phép công ty tiếp thị động cơ hơi nước của Watt. Công ty đã lắp đặt hàng trăm động cơ hơi nước Boulton & Watt ở Anh và nước ngoài, ban đầu trong các mỏ và sau đó là trong các nhà máy.
Boulton là một thành viên chủ chốt của Hội Mặt trăng, một nhóm những người ở khu vực Birmingham nổi bật về nghệ thuật, khoa học và thần học. Các thành viên bao gồm Watt, Erasmus Darwin, Josiah Wedgwood và Joseph Priestley. Hội gặp nhau mỗi tháng gần lúc trăng tròn. Các thành viên của Hiệp hội đã được tín nhiệm để phát triển các khái niệm và kỹ thuật về khoa học, nông nghiệp, sản xuất, khai thác và giao thông, đặt nền móng cho Cách mạng Công nghiệp.
Boulton thành lập Xưởng đúc tiền Soho, nơi ông sớm áp dụng việc sử dụng năng lượng hơi nước. Ông đã tìm cách cải thiện hệ thống tiền tệ của nước Anh, và sau nhiều năm nỗ lực đã đạt được hợp đồng vào năm 1797 để sản xuất đồng tiền đầu tiên của Anh trong một phần tư thế kỷ. Các mảnh "cartwheel" của ông được thiết kế tốt và khó làm giả, và bao gồm việc đúc đồng xu Anh lớn đầu tiên, tiếp tục được đặt ra cho đến khi thập phân hóa vào năm 1971. Ông đã nghỉ hưu vào năm 1800, mặc dù vẫn tiếp tục điều hành công việc đúc tiền của mình và qua đời vào năm 1809. Hình ảnh của anh xuất hiện cùng với đối tác James Watt trên tờ 50 Bảng hiện tại của Ngân hàng Anh.

## Bối cảnh

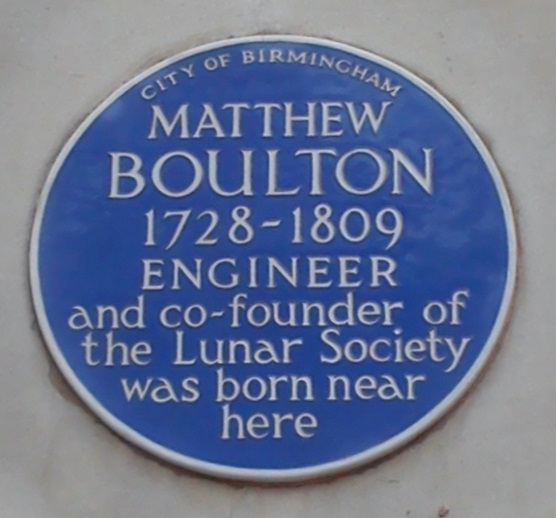
Mảnh tiền xu màu xanh của Matthew Boulton kỷ niệm nơi sinh của ông ở Birmingham, Anh

Birmingham từ lâu đã là một trung tâm của ngành công nghiệp luyện sắt. Vào đầu thế kỷ 18, thị trấn bước vào thời kỳ mở rộng khi việc luyện sắt trở nên dễ dàng và rẻ hơn với sự chuyển đổi (bắt đầu từ năm 1709) từ than củi sang than cốc như một phương tiện luyện gang. Sự khan hiếm gỗ ở Anh do phá rừng và những khám phá về số lượng lớn than đá ở hạt Warwickshire của thành phố Birmingham và hạt Staffordshire liền kề đã đẩy nhanh quá trình chuyển đổi. Phần lớn sắt được rèn trong các xưởng đúc nhỏ gần Birmingham, đặc biệt là ở Black Country, bao gồm các thị trấn lân cận như Smethwick và West Bromwich. Các tấm sắt mỏng kết quả đã được vận chuyển đến các nhà máy trong và xung quanh Birmingham. Với thị trấn cách xa biển và những con sông lớn và với những kênh đào chưa được xây dựng, các thợ kim loại tập trung vào sản xuất những mảnh nhỏ, tương đối có giá trị, đặc biệt là các nút và khóa. Một người Pháp - Alexander Missen đã viết rằng trong khi ông nhìn thấy những cái đầu gậy tuyệt vời, hộp thuốc hít và các vật kim loại khác ở Milan, "cái tương tự có thể rẻ hơn và tốt hơn ở Birmingham". Những vật thể nhỏ này được gọi là "đồ chơi" và các nhà sản xuất của chúng là " nhà sản xuất đồ chơi ".
Boulton là hậu duệ của các gia đình từ khắp Lichfield, ông cố tổ của ông, Rev. Zachary Babington, từng là Thủ tướng của Lichfield. Cha của Boulton, cũng tên là Matthew và sinh năm 1700, chuyển đến Birmingham từ Lichfield để học nghề, vào năm 1723, ông kết hôn với Christiana Piers. Boulton lớn tuổi là một nhà tạo mẫu với một xưởng nhỏ chuyên về khóa. Matthew Boulton sinh năm 1728, là con thứ ba của họ và là con thứ hai của tên đó, Matthew đầu tiên đã chết lúc hai tuổi vào năm 1726.

## Cuộc sống gia đình ban đầu
Công việc kinh doanh của nhà Boulton đã phát triển sau khi sinh Matthew trẻ, và gia đình chuyển đến khu vực Snow Hill ở Birmingham, sau đó là một khu nhà mới đầy những ngôi nhà mới. Khi trường học ngữ pháp địa phương bị hư hỏng, Boulton đã được gửi đến một học viện ở Deritend, ở phía bên kia của Birmingham. Ở tuổi 15, ông rời ghế nhà trường, và 17 ông đã phát minh ra một kỹ thuật để khảm men trong khóa mà tỏ ra rất phổ biến mà các khóa đã được xuất khẩu sang Pháp, sau đó nhập lại để Anh và được quảng cáo là những tiến bộ mới nhất của Pháp.
Vào ngày 03 tháng 3 năm 1749 Boulton cưới Mary Robinson, một người họ hàng xa và con gái của một người bán tơ lụa thành công, và giàu có theo đúng nghĩa của mình. Họ sống với mẹ cô dâu ở Lichfield một thời gian ngắn và sau đó chuyển đến Birmingham, nơi Matthew Boulton bố biến con trai mình thành đối tác ở tuổi 21. Giữa những năm 1750, ông đã điều hành công việc một cách hiệu quả. Boulton bố nghỉ hưu năm 1757 và mất năm 1759.
Người Boulton có ba cô con gái vào đầu những năm 1750, nhưng tất cả đều chết lúc còn trẻ. Sức khỏe của Mary Boulton ngày càng xấu đi và bà qua đời vào tháng 8 năm 1759. Không lâu sau khi bà qua đời, Boulton bắt đầu tán tỉnh em gái Anne của bà. Hôn nhân với em gái của người vợ quá cố đã bị cấm bởi luật giáo hội, mặc dù được luật thông thường cho phép. Họ kết hôn vào ngày 25 tháng 6 năm 1760 tại Nhà thờ St. Mary, Rotherhithe. Eric Delieb, người đã viết một cuốn sách về bạc của Boulton, với một bản phác thảo tiểu sử, cho rằng linh mục chủ trì lễ ban thánh thể của đám cưới, Rev. James Penprint, một cha phó nghèo khó, có thể đã bị mua chuộc. Sau đó, Boulton đã khuyên một người đàn ông khác đang tìm cách kết hôn với em gái của người vợ quá cố của mình: để biến mình thành giáo dân. Khi hết tháng và Luật hoàn thành, hãy sống và hạnh phúc  ... Tôi khuyên bạn nên im lặng, giữ bí mật và Scotland. " 
Liên minh đã bị anh trai của Anne là Luke phản đối, người sợ Boulton sẽ kiểm soát (và có thể làm tiêu tan) phần lớn tài sản của gia đình Robinson. Năm 1764, Luke Robinson qua đời, và tài sản của anh được chuyển cho chị gái Anne và do đó nằm trong sự kiểm soát của Matthew Boulton.
Boulton có hai con, Matthew Robinson Boulton và Anne Boulton. Matthew Robinson lần lượt có sáu người con với hai người vợ. Con trai cả của ông Matthew Piers Watt Boulton, có học thức rộng rãi và cũng là một người đàn ông của khoa học, đã đạt được một số tiếng tăm nhờ phát minh của ông về điều khiển bay hàng không quan trọng, cánh liệng. Cũng như người cha, anh cũng có hai vợ và sáu đứa con.

## Người đổi mới

### Mở rộng kinh doanh
Sau cái chết của cha mình vào năm 1759, Boulton nắm quyền kiểm soát hoàn toàn công việc kinh doanh của gia đình. Ông dành phần lớn thời gian của mình ở London và các nơi khác, để quảng bá các sản phẩm của mình. Ông sắp xếp cho một người bạn tặng một thanh kiếm cho Hoàng tử Edward, và món quà rất được anh trai của Hoàng tử, George, Hoàng tử xứ Wales, Vua George III tương lai, anh ta đặt mua cho mình.

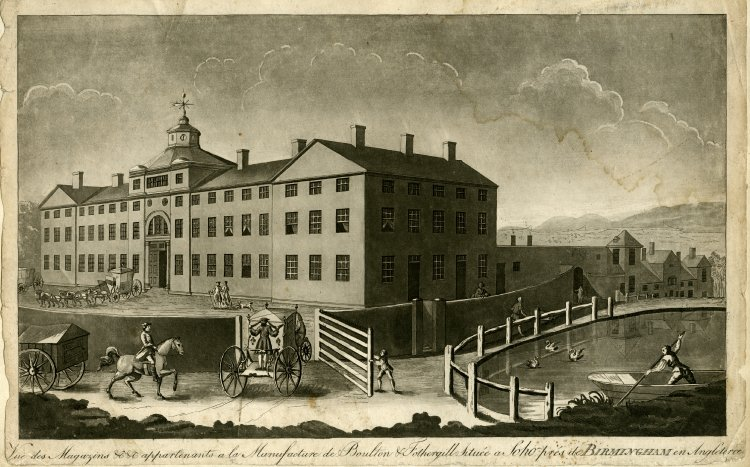
Xưởng sản xuất Soho

Với số vốn tích lũy từ hai cuộc hôn nhân và gia tài từ cha mình, Boulton đã tìm kiếm một địa điểm lớn hơn để mở rộng kinh doanh. Năm 1761, ông thuê 13 mẫu Anh (5,3 ha) tại Soho, sau đó chỉ ở Staffordshire, với một nơi cư trú, Nhà Soho và một nhà máy cán. Nhà Soho lúc đầu bị chiếm bởi những người thân của Boulton và sau đó bởi đối tác đầu tiên của ông, John Fothergill. Năm 1766, Boulton yêu cầu Fothergill rời Nhà Soho và sống ở đó với gia đình. Cả hai vợ chồng đều chết ở đó, Anne Boulton bị đột quỵ vào năm 1783  và chồng sau một căn bệnh dài năm 1809.
13 mẫu Anh (5 ha) tại Soho bao gồm vùng đất chung mà Boulton kèm theo, sau đó giải mã những gì anh thấy là tình trạng "nhàn rỗi" của những người đã sử dụng nó. Đến năm 1765, Xưởng sản xuất Soho của ông đã được dựng lên. Nhà kho, hay "tòa nhà chính", có mặt tiền Palladian và 19 bến để bốc xếp, và có khu dành cho nhân viên văn phòng và quản lý ở các tầng trên. Cấu trúc được thiết kế bởi kiến trúc sư địa phương William Wyatt tại thời điểm mà các tòa nhà công nghiệp thường được thiết kế bởi các kỹ sư. Các tòa nhà khác làm xưởng sản xuất thủ công. Boulton và Fothergill đã đầu tư vào các thiết bị gia công kim loại tiên tiến nhất và tổ hợp này được ngưỡng mộ như một tuyệt tác công nghiệp hiện đại. Mặc dù chi phí của tòa nhà chính đã được ước tính là 2.000 bảng  (khoảng 276.000 bảng ngày nay); chi phí cuối cùng gấp năm lần số tiền đó. Đối tác đã chi hơn 20.000 bảng để xây dựng và trang bị mặt bằng. Phương tiện của các đối tác không bằng tổng chi phí, vốn chỉ được đáp ứng bằng cách vay nặng lãi và quản lý chủ nợ một cách khéo léo.

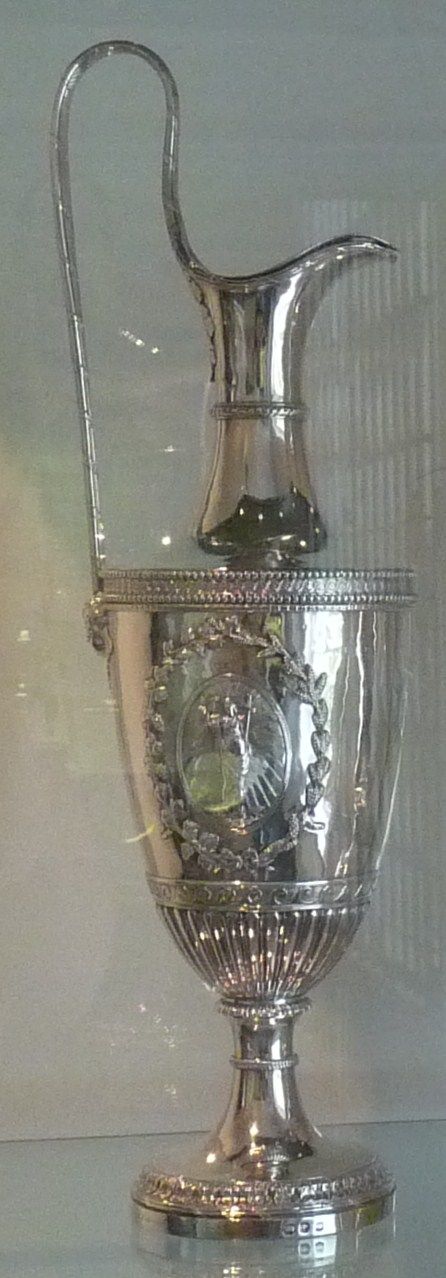
Bình nhà thờ Boulton & Fothergill bằng bạc ròng tiêu chuẩn, 1774

Trong số các sản phẩm mà Boulton tìm cách sản xuất tại cơ sở mới của mình có tấm bạc ròng tiêu chuẩn cho những người có thể mua được, và tấm Sheffield, đồng mạ bạc, cho những người kém hơn. Boulton và cha anh ta từ lâu đã làm ra những món đồ nhỏ bằng bạc, nhưng không có ghi chép nào về những món đồ lớn bằng bạc hoặc tấm Sheffield được sản xuất tại Birmingham trước khi Boulton làm như vậy. Để làm cho các mặt hàng như nến rẻ hơn so với cuộc thi ở Luân Đôn, công ty đã tạo ra nhiều mặt hàng từ các phần mỏng, được dập khuôn, được tạo hình và nối lại với nhau. Một trở ngại cho công việc của Boulton là thiếu cơ quan xét nghiệm ở Birmingham. Các đồ chơi bạc dài thực hiện bởi các công ty gia đình nói chung quá nhẹ để yêu cầu xét nghiệm, nhưng tấm bạc phải được gửi qua 70 dặm (110 km) đến cơ quan xét nghiệm gần nhất, tại Chester, để được thử nghiệm và đóng dấu, với các rủi ro thiệt hại và mất mát liên quan. Ngoài ra, chúng có thể được gửi đến London, nhưng điều này khiến chúng có nguy cơ bị các đối thủ cạnh tranh sao chép. Boulton đã viết vào năm 1771, "Tôi rất mong muốn trở thành một thợ bạc tuyệt vời, nhưng tôi quyết tâm không tiếp nhận chi nhánh đó theo cách rộng lớn mà tôi dự định, trừ khi có thể có được quyền hạn để có một phòng đóng dấu [cơ quan xét nghiệm] tại Birmingham. "  Boulton kiến nghị Quốc hội về việc thành lập một cơ quan xét nghiệm ở Birmingham. Mặc dù kiến nghị đã bị các thợ kim hoàn ở London phản đối gay gắt, ông đã thành công trong việc đưa Quốc hội thông qua một đạo luật thành lập cơ quan xét nghiệm ở Birmingham và Sheffield, những người thợ bạc đã gặp khó khăn tương tự trong việc vận chuyển đồ gốm của họ. Việc kinh doanh bạc tỏ ra không có lãi do chi phí cơ hội của việc giữ một lượng vốn lớn gắn liền với hàng tồn kho bạc. Công ty tiếp tục sản xuất số lượng lớn tấm Sheffield, nhưng Boulton giao trách nhiệm cho doanh nghiệp này cho cấp dưới đáng tin cậy và tham gia rất ít trong đó.
Là một phần trong những nỗ lực của Boulton để tiếp thị cho những người giàu có, ông bắt đầu bán những chiếc bình trang trí bằng đồng thiếp vàng, trước đây là một đặc sản của Pháp. Vàng giả đã được xay vàng (từ tiếng Pháp hoặc moulu) hỗn hóng với thủy ngân, và áp dụng cho mặt hàng đó, mà sau đó đã được đốt nóng để tách lớp mạ vàng khỏi thủy ngân. Vào cuối những năm 1760 và đầu những năm 1770, có một thời trang trong số những người giàu có để trang trí bình hoa, và ông đã tìm cách phục vụ cho cơn sốt này. Ban đầu, ông đặt mua bình gốm từ bạn của mình và thành viên của Hội Mặt trăng Josiah Wedgwood, nhưng gốm đã chứng minh không thể chịu được sức nặng của đồ trang trí và Boulton đã chọn đá cẩm thạch và đá trang trí khác làm vật liệu cho bình hoa của mình. Boulton sao chép các thiết kế bình hoa từ các tác phẩm Hy Lạp cổ điển và mượn các tác phẩm nghệ thuật từ các nhà sưu tập, thương nhân và nhà điêu khắc.

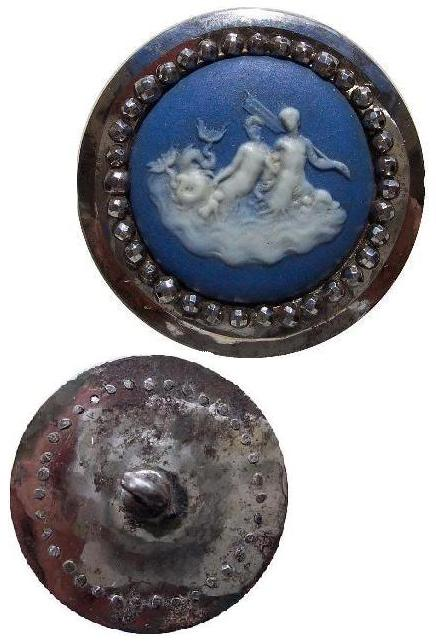
Khuy Wedgwood với thép cắt Boulton, khoảng năm 1760 (do Hiệp hội Khuy khu vực Đông Bắc)

Fothergill và những người khác đã tìm kiếm khắp Châu Âu để thiết kế cho những sáng tạo này. Vào tháng 3 năm 1770, Boulton đến thăm Hoàng gia và bán một số bình hoa cho Nữ hoàng Charlotte, vợ của George III. Ông điều hành việc bán hàng hàng năm tại Christie vào năm 1771 và 1772. Triển lãm của Christie đã thành công trong việc công khai Boulton và các sản phẩm của ông, được đánh giá cao, nhưng việc bán hàng không thành công về mặt tài chính với nhiều tác phẩm không bán được hoặc bán dưới giá. Khi cơn sốt bình hoa kết thúc vào đầu những năm 1770, mối quan hệ đối tác chỉ còn lại một lượng lớn trong tay và bán phần lớn trong một vụ mua bán khổng lồ cho Catherine Đại đế của Nga  - Nữ hoàng mô tả những chiếc bình vượt trội hơn so với đồ đồng thiếp vàng của Pháp, và cũng rẻ hơn. Boulton tiếp tục thu hút các đơn đặt hàng, mặc dù "đồng thiếp vàng" đã bị loại khỏi mô tả kinh doanh của công ty từ năm 1779 và khi mối quan hệ đối tác Boulton-Fothergill bị giải thể sau cái chết năm 1782 sau đó, chỉ có 14 vật phẩm bằng đồng thiếp vàng trong "phòng đồ chơi".
Trong số các sản phẩm thành công nhất của Boulton có một lượng nhỏ sản phẩm của Wedgwood như các tấm, ghim hoa chạm đá và khuy gốm độc đáo, đặc biệt là đồ bằng đá thạch anh, mà công ty Wedgwood của vẫn nổi tiếng. Các vật gắn kết của những vật phẩm này, nhiều trong số đó đã còn tồn tại, được làm bằng đồng thiếp vàng hoặc thép cắt, có ánh sáng giống như viên ngọc. Boulton và Wedgwood là bạn bè, cùng hợp tác và cạnh tranh, và Wedgwood đã viết về Boulton, "Điều đó làm tăng gấp đôi sự can đảm của tôi khi lần đầu tiên ở Anh có một nhà sản xuất để đối đầu - cuộc đối đầu này cũng như tôi - Tôi thích người đàn ông này, tôi thích tâm hồn của ông ấy. " 
Vào những năm 1770, Boulton đã giới thiệu một hệ thống bảo hiểm cho các công nhân của mình, đóng vai trò là mô hình cho các chương trình sau này, cho phép công nhân của anh ta được bồi thường trong trường hợp bị thương hoặc bị bệnh. Lần đầu tiên của loại hình này trong bất kỳ cơ sở lớn nào, nhân viên đã trả một phần sáu phần trăm tiền lương của họ cho Hội thiện nguyện Soho, tư cách thành viên là bắt buộc. Người học việc của công ty là những cậu bé nghèo hoặc mồ côi, được đào tạo thành những người thợ lành nghề; ông từ chối thuê con trai của các quý ông làm người học việc, nói rằng họ sẽ "lạc lõng" giữa những chàng trai nghèo.

Không phải tất cả những đổi mới của Boulton đều tỏ ra thành công. Cùng với họa sĩ Francis Eginton, , ông đã tạo ra một quy trình tái tạo cơ học các bức tranh cho các ngôi nhà trung lưu, nhưng cuối cùng đã từ bỏ quy trình. Boulton và James Keir đã sản xuất một hợp kim gọi là "kim loại Eldorado" mà họ tuyên bố sẽ không ăn mòn trong nước và có thể được sử dụng để bọc vỏ tàu gỗ. Sau các thử nghiệm trên biển, Đô đốc đã bác bỏ tuyên bố của họ, và kim loại đã được sử dụng cho đèn quạt và cửa sổ ở Nhà Soho. Boulton sợ rằng xây dựng một kênh lân cận sẽ làm hỏng nguồn cung cấp nước của mình, nhưng điều này đã không đúng, và năm 1779 ông viết, "việc chuyển hướng của chúng tôi tiếp tục thịnh vượng; ngã ba với Kênh Wolverhampton được hoàn tất, và chúng tôi đã có thể đi thuyền đến Bristol và Hull. " 

Sản phẩm của nhà máy Boulton
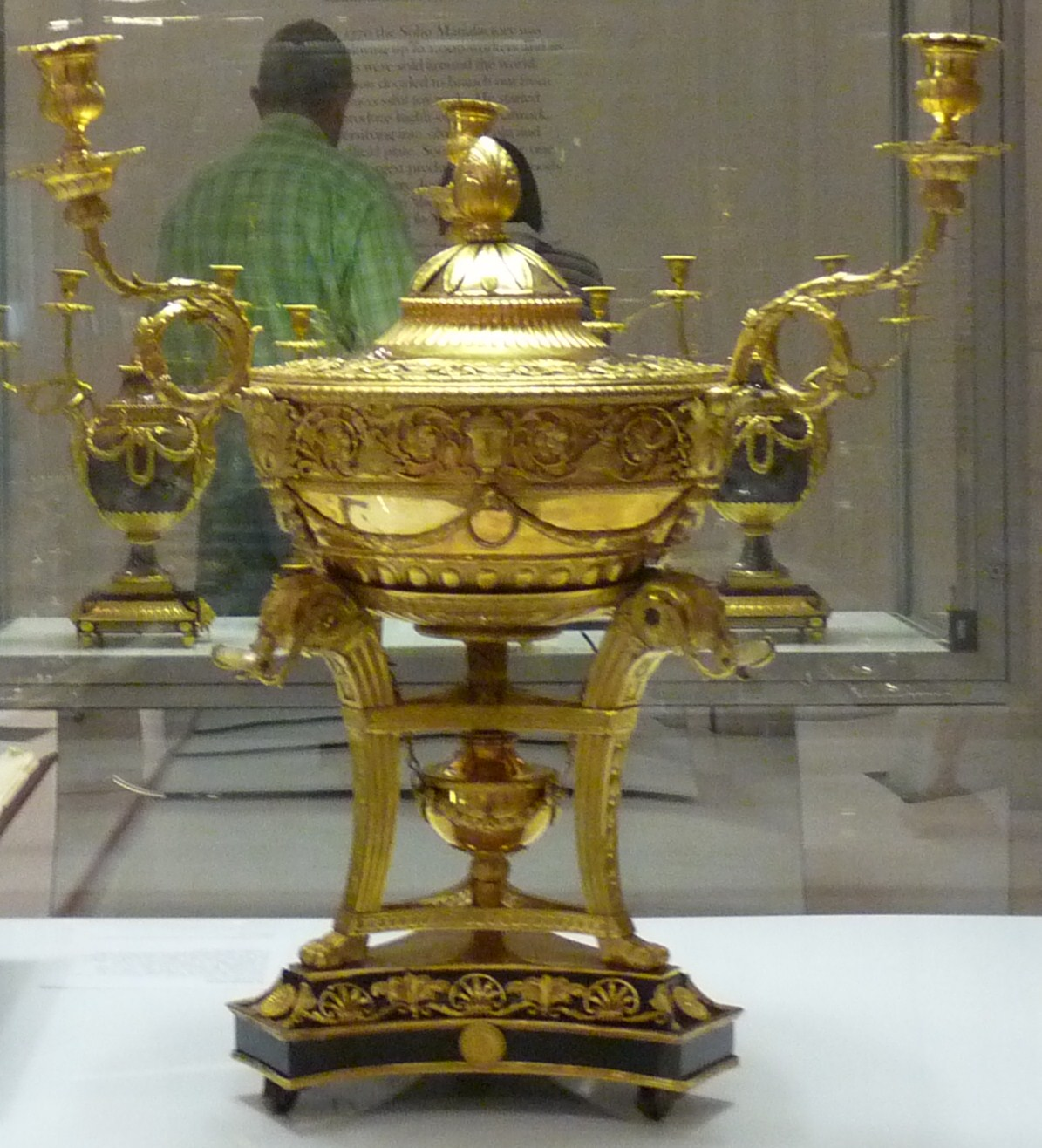
Bình trà bằng đồng mạ vàng của Boulton & Fothergill
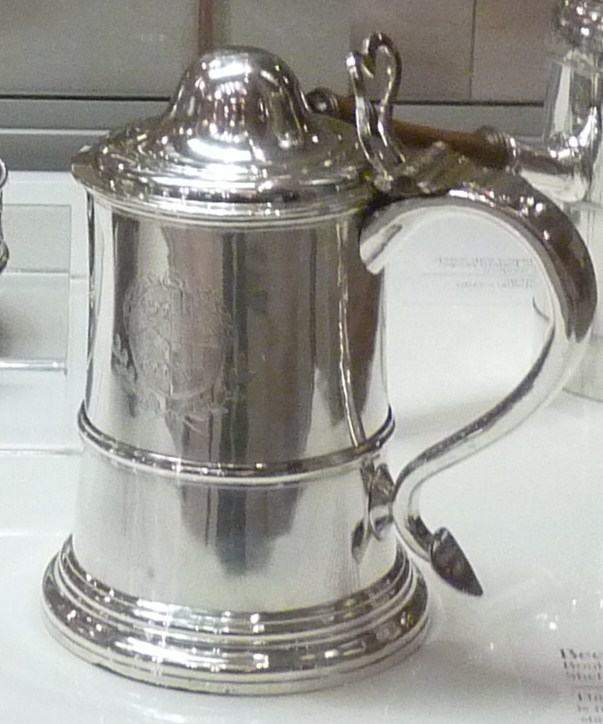
Coc uống bia bằng tấm Sheffield của Boulton & Fothergill, cuối những năm 1760

### Quan hệ đối tác với Watt

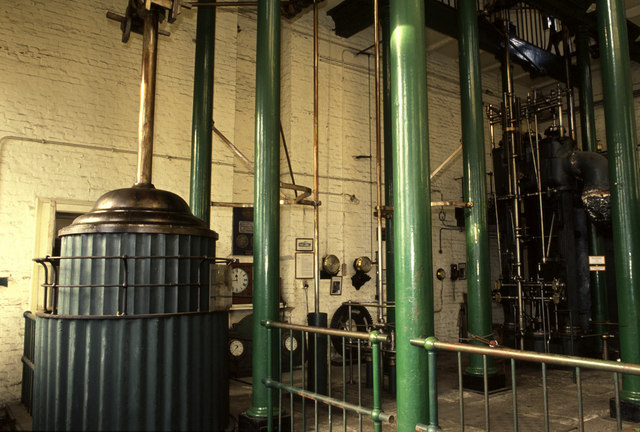
Động cơ đòn cân bằng Boulton & Watt, hiện đang được trưng bày tại Bảo tàng hơi nước Kew Bridge, London

Vị trí Soho của Boulton đã chứng minh là không đủ thủy năng cho nhu cầu của mình, đặc biệt là vào mùa hè khi dòng chảy của dòng chảy giảm đi rất nhiều. Ông nhận ra rằng sử dụng một động cơ hơi nước để bơm nước trở lại bể nước hoặc điều khiển thiết bị trực tiếp sẽ giúp cung cấp năng lượng cần thiết. Ông bắt đầu hưởng ứng với Watt vào năm 1766, và lần đầu tiên gặp ông hai năm sau đó. Năm 1769, Watt đã được cấp bằng sáng chế cho một động cơ với sự đổi mới của một bộ ngưng tụ riêng biệt, làm cho nó hiệu quả hơn nhiều so với các động cơ trước đó. Boulton nhận ra không chỉ động cơ này có thể cung cấp năng lượng cho nhà máy của mình, mà còn sản xuất nó có thể là một liên doanh kinh doanh có lợi nhuận.
Sau khi nhận được bằng sáng chế, Watt đã làm việc rất ít để phát triển động cơ thành một phát minh có thể thương mại hóa và chuyển sang công việc khác. Năm 1772, đối tác của Watt, Tiến sĩ John Roebuck, gặp khó khăn về tài chính và Boulton, người mà ông nợ 1.200 bảng, đã chấp nhận hai phần ba cổ phần của mình trong bằng sáng chế của Watt để bù đắp cho khoản nợ. Đối tác của Boulton, Fothergill đã từ chối nhận cổ phần trong việc mua bán và chấp nhận tiền mặt cho cổ phần của mình. Cổ phần của Boulton có giá trị rất ít nếu không có nỗ lực của Watt để cải thiện phát minh của mình. Vào thời điểm đó, động cơ hơi nước được sử dụng chủ yếu để bơm nước ra khỏi mỏ. Động cơ thường được sử dụng là động cơ hơi nước Newcomen, tiêu thụ một lượng lớn than và khi các mỏ trở nên sâu hơn, đã chứng tỏ không có khả năng bơm nước thông suốt. Công việc của Watt rất nổi tiếng và một số mỏ cần động cơ ngừng mua chúng với hy vọng rằng Watt sẽ sớm đưa ra thị trường phát minh của mình.
Boulton khoe khoang về tài năng của Watt, dẫn đến lời mời làm việc từ chính phủ Nga, điều mà Boulton phải thuyết phục Watt từ chối. Năm 1774, ông thuyết phục được Watt chuyển đến Birmingham và họ đã bắt đầu hợp tác vào năm sau. Cho đến năm 1775, 6 trong số 14 năm bằng sáng chế gốc của Watt đã trôi qua,  nhưng nhờ vận động hành lang Quốc hội, Boulton đã được thông qua đạo luật mở rộng bằng sáng chế Watt cho đến 1800. Boulton và Watt bắt đầu làm việc cải thiện động cơ. Với sự hỗ trợ của bậc thầy sắt John Wilkinson (anh rể của thành viên Hội Mặt trăng Joseph Priestley), họ đã thành công trong việc chế tạo động cơ thương mại.

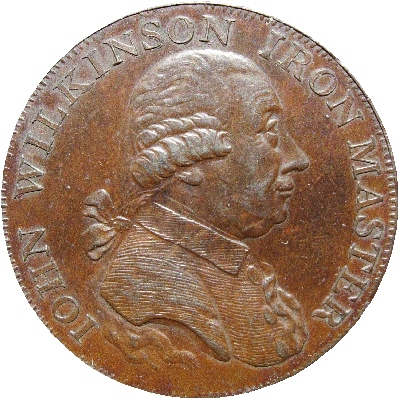
John Wilkinson trên đồng nửa xu 1793 được chế tác bởi Xưởng đúc tiền Soho của Boulton

Năm 1776, sự hợp tác đã dựng lên hai động cơ, một cho Wilkinson và một tại mỏ ở Tipton ở Black Country. Cả hai động cơ đã được cài đặt thành công, dẫn đến công khai đầy triển vọng của quan hệ đối tác. Boulton và Watt bắt đầu lắp đặt động cơ ở nơi khác. Công ty hiếm khi tự sản xuất động cơ: người mua đã mua các bộ phận từ một số nhà cung cấp và sau đó lắp ráp động cơ tại chỗ dưới sự giám sát của kỹ sư Soho. Công ty đã kiếm được lợi nhuận bằng cách so sánh lượng than được sử dụng bởi máy được sử dụng bởi động cơ Newcomen trước đây, kém hiệu quả hơn và yêu cầu thanh toán một phần ba số tiền tiết kiệm hàng năm cho 25 tiếp theo. Kế hoạch định giá này đã dẫn đến tranh chấp, vì nhiều mỏ đã làm nhiên liệu cho các động cơ sử dụng than có chất lượng không thể bán được, khiến các chủ mỏ chỉ phải trả chi phí khai thác. Chủ sở hữu mỏ cũng không ngần ngại thực hiện các khoản thanh toán hàng năm, xem các động cơ khi chúng được dựng lên và đe dọa sẽ kiến nghị Quốc hội bãi bỏ bằng sáng chế của Watt.
Hạt Cornwall là một thị trường lớn cho động cơ của công ty. Nó giàu khoáng sản và có nhiều mỏ. Tuy nhiên, những vấn đề đặc biệt đối với việc khai thác ở đó, bao gồm cả sự cạnh tranh cục bộ và giá than cao, phải nhập từ xứ Wales, buộc Watt  và sau đó Boulton phải mất vài tháng 1 năm để ở tại Cornwall giám sát việc lắp đặt và giải quyết các vấn đề với chủ mỏ. Năm 1779, công ty đã thuê kỹ sư William Murdoch, , người có thể đảm nhận việc quản lý hầu hết các vấn đề lắp đặt tại chỗ, cho phép Watt và Boulton ở lại Birmingham.
Động cơ bơm để sử dụng trong các mỏ là một thành công lớn. Năm 1782, công ty đã tìm cách sửa đổi phát minh của Watt để động cơ có chuyển động quay, làm cho nó phù hợp để sử dụng trong các nhà máy và xưởng. Trong chuyến thăm năm 1781 tới xứ Wales, Boulton đã thấy một nhà máy cán đồng mạnh mẽ chạy bằng nước, và khi được bảo rằng nó thường không thể hoạt động vào mùa hè do hạn hán cho thấy một động cơ hơi nước sẽ khắc phục được khuyết điểm đó. Boulton đã viết cho Watt kêu gọi sửa đổi động cơ, cảnh báo rằng họ đã đạt đến giới hạn của thị trường động cơ bơm: "Không thể tìm được Cornwall nào khác, và khả năng cao nhất để tăng mức tiêu thụ động cơ của chúng ta là ứng dụng nó cho các nhà máy, đó chắc chắn là một lĩnh vực rộng lớn."  Watt đã dành phần lớn năm 1782 cho dự án sửa đổi, và mặc dù lo ngại rằng sẽ có ít đơn hàng, ông đã hoàn thành nó vào cuối năm. Một đơn hàng đã được nhận vào năm 1782 và một số đơn hàng khác từ các nhà máy và nhà máy bia ngay sau đó. George III đã tham quan nhà máy bia Whitbread ở London và bị ấn tượng bởi động cơ ở đó  (hiện được bảo quản tại Bảo tàng Powerhouse, Sydney, Úc ). Như một minh chứng, Boulton đã sử dụng hai động cơ để xay lúa mì với tỷ lệ 150   giạ mỗi giờ trong Albion Mill mới của mình ở London. Mặc dù nhà máy không thành công về mặt tài chính,  theo nhà sử học Jenny Uglow, nó là "một trò quảng cáo xuất sắc" cho sự đổi mới mới nhất của công ty. Trước khi bị phá hủy năm 1791 do hỏa hoạn, sự nổi tiếng của nhà máy, theo nhà sử học đầu tiên Samuel Smiles, đã "lan xa và rộng", và các đơn đặt hàng cho động cơ quay không chỉ đổ vào từ Anh mà còn từ Hoa Kỳ và Tây Ấn.
Từ năm 1775 đến 1800, công ty đã sản xuất khoảng 450   động cơ. Nó không cho các nhà sản xuất khác sản xuất động cơ với các bộ ngưng tụ riêng biệt và khoảng 1.000   Động cơ Newcomen, ít hiệu quả hơn nhưng rẻ hơn và không chịu sự hạn chế của bằng sáng chế của Watt, được sản xuất tại Anh trong thời gian đó. Boulton khoe khoang với James Boswell khi người viết nhật ký thăm Soho, "Tôi bán ở đây, thưa ngài, những gì tất cả thế giới mong muốn có được - năng lượng."  Sự phát triển của một động cơ hơi nước hiệu quả cho phép ngành công nghiệp quy mô lớn được phát triển, và thành phố công nghiệp như Manchester đã ra đời và tồn tại.

### Liên quan đến đúc tiền

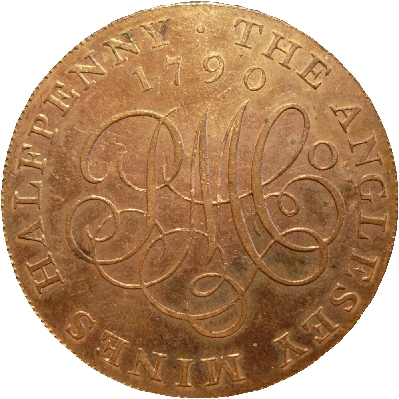
Boulton 1790 Anglesey nửa xu; đồng xu đầu tiên được dập bởi năng lượng hơi nước trong vành để đảm bảo độ tròn

Đến năm 1786, hai phần ba số tiền đang lưu hành ở Anh là tiền giả, và Sở đúc tiền Hoàng gia đã phản ứng bằng cách tự đóng cửa, làm xấu đi tình hình. Rất ít đồng bạc được lưu hành là thật. Ngay cả những đồng xu bằng đồng cũng bị tan chảy và thay thế bằng hàng giả có khối lượng nhẹ. Royal Mint không đúc đồng xu nào trong 48   năm, từ năm 1773 đến năm 1821. Kết quả là khoảng trống này được lấp đầy bằng các đồng xu bằng đồng có kích thước gần bằng nửa xu, dập thay mặt cho thương nhân. Boulton đã dập hàng triệu đồng tiền như vậy. Trong những dịp hiếm hoi khi Royal Mint đúc tiền, chúng tương đối thô sơ và không có kiểm soát chất lượng.
Boulton đã chuyển sự chú ý của mình sang tiền đúc vào giữa những năm 1780; chúng chỉ là một sản phẩm kim loại nhỏ như những sản phẩm do ông sản xuất. Ông cũng có cổ phần trong một số mỏ đồng Cornish, và có một lượng lớn đồng cá nhân, được mua khi các mỏ không thể thải bỏ nó ở nơi khác. Tuy nhiên, khi đơn đặt hàng cho tiền giả đã được gửi đến ông, ông đã từ chối họ: "Tôi sẽ làm bất cứ điều gì, trừ việc trở thành một tên chỉ điểm tầm thường đối với người cụ thể, để ngăn chặn các hành vi sai trái của những người đúc tiền ở Birmingham."  Năm 1788, ông thành lập Xưởng đúc tiền Soho như một phần của nhà máy công nghiệp của mình. Xưởng đúc tiền bao gồm tám máy ép hơi nước, mỗi máy ép dập từ 70 đến 84 xu mỗi phút. Công ty đã không được cấp giấy phép để dập các đồng tiền của Anh ngay lập tức nhưng đã sớm tham gia dập các đồng tiền cho Công ty Đông Ấn Anh để sử dụng ở Ấn Độ.

Cuộc khủng hoảng tiền xu ở Anh vẫn tiếp diễn. Trong một lá thư gửi cho Bộ trưởng Bộ đúc tiền, Lord Hawkesbury (người có con trai sẽ trở thành Thủ tướng của Bá tước Liverpool) vào ngày 14 tháng 4 năm 1789, Boulton viết: 
 Trong hành trình của mình, tôi nhận thấy rằng tôi nhận được trung bình hai phần ba tiền giả để thay đổi tại các trạm thu phí, v.v. và tôi tin rằng tà ác đang gia tăng hàng ngày, vì tiền giả được đưa vào lưu thông bởi tầng lớp thấp nhất của các nhà sản xuất, những người trả cho nó phần chính của tiền lương của những người nghèo mà họ sử dụng. Họ mua từ các đồng xu dưới giá trị 36 đồng trị giá (giá trị danh nghĩa) cho 20 shilling, do đó lợi nhuận thu được từ gian lận là rất lớn. 
 Boulton đề nghị dập các đồng tiền mới với chi phí "không vượt quá một nửa chi phí mà đồng xu thông thường luôn có giá tại Xưởng đúc tiền của Hoàng gia". Ông đã viết cho bạn của mình, Ngài Joseph Banks, mô tả những lợi thế của máy ép tiền đúc của mình: 
 Nó sẽ kiếm được tiền nhanh hơn nhiều, dễ dàng hơn, với ít người hơn, với chi phí thấp hơn và đẹp hơn bất kỳ máy móc nào khác từng được sử dụng để đúc  ... Có thể đặt các mảnh hoặc khoảng trống khi chết hoàn toàn đúng và không cần quan tâm hay thực hành và nhanh như mong muốn. Có thể làm việc cả ngày lẫn đêm mà không mệt mỏi bởi hai chàng trai. Máy giữ một tài khoản về số lượng các mảnh được đánh mà không thể thay đổi từ sự thật bởi bất kỳ người nào làm việc. Bộ máy đánh một dòng chữ vào rìa với cùng một cú đánh vào hai mặt. Nó tấn công [mặt sau] mặt đất  của các mảnh sáng hơn bất kỳ máy ép đúc nào khác có thể làm. Nó tấn công các mảnh hoàn hảo, tất cả đều có đường kính bằng nhau và đồng tâm chính xác với cạnh, điều mà không thể thực hiện được bởi bất kỳ máy móc nào khác hiện đang sử dụng. 
 Boulton đã dành nhiều thời gian ở London để vận động một hợp đồng đúc các đồng tiền của Anh, nhưng vào tháng 6 năm 1790, Chính phủ Pitt đã hoãn một quyết định thu hồi vô thời hạn. Trong khi đó, Xưởng đúc tiền Soho đúc tiền xu cho Công ty Đông Ấn, Sierra Leone và Nga, trong khi vẫn sản xuất các phôi kim loại làm tiền xu chất lượng cao, hay tiền xu trống, được dập bởi xưởng đúc ở nơi khác. Công ty gửi hơn 20 triệu đồng tiền trống đến Philadelphia, được dập thành đồng xu và nửa xu bởi Cục Đúc tiền Hoa Kỳ  - Giám đốc xưởng đúc Elias Boudinot cho biết chúng "được đánh bóng hoàn hảo và đẹp". Xưởng đúc tiền Soho với công nghệ cao đã tăng sự chú ý và có phần không mong muốn: các đối thủ đã cố gắng cử gián điệp công nghiệp, trong khi vận động hành lang cho xưởng đúc tiền của Boulton phải ngừng hoạt động.

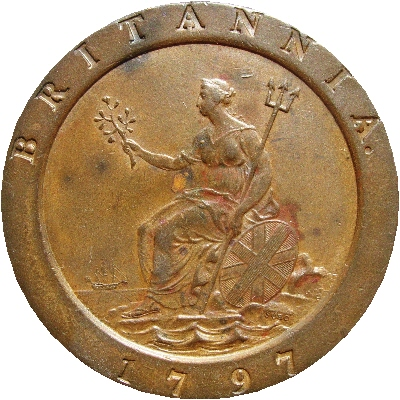
Đồng hai xu được Boulton sản xuất năm 1797

Cuộc khủng hoảng tài chính quốc gia đã đạt đến mức thấp nhất vào tháng 2 năm 1797, khi Ngân hàng Anh ngừng mua lại các hóa đơn đổi vàng. Trong nỗ lực để có thêm tiền vào lưu thông, Chính phủ đã thông qua kế hoạch phát hành số lượng lớn đồng xu và Lord Hawkesbury đã triệu tập Boulton tới London vào ngày 3 tháng 3 năm 1797, thông báo cho ông về kế hoạch của Chính phủ. Bốn ngày sau, Boulton tham dự một cuộc họp của Hội đồng Cơ mật, và được trao một hợp đồng vào cuối tháng. Theo một công bố ngày 26 Tháng 7 năm 1797, vua George III là "ân hân hạnh cung cấp cho hướng mà các biện pháp có thể được thực hiện cho một nguồn cung cấp trực tiếp của tiền đúc đồng như có thể được điều chỉnh tốt nhất để thanh toán của người nghèo khó nhọc trong hiện tại cấp cứu  ... nên đi và chuyển lấy một xu và hai đồng xu ". Tuyên bố yêu cầu rằng các đồng xu nặng lần lượt một và hai ounce, mang lại giá trị nội tại của các đồng xu gần bằng mệnh giá của chúng. Những nỗ lực để làm nản lòng những kẻ làm giả. Được thiết kế bởi Heinrich Küchler, những đồng xu có viền nổi lên với các chữ cái và số bị chìm hoặc khó hiểu, đặc điểm khó có thể so sánh với đồng tiền giả. Các phép đo và trọng lượng chính xác giúp dễ dàng phát hiện hàng giả nhẹ. Küchler cũng thiết kế các nửa xu và khoảng cách tương ứng; Nửa xu đo được mười đến một chân, 12 đến một chân. Các đồng tiền có biệt danh là "cartwheels", cả hai vì kích thước của đồng xu hai xu và liên quan đến vành rộng s của cả hai mệnh giá. Đồng xu là đồng tiền đầu tiên của đồng tiền được dập bằng đồng.
Đồng xu hai xu cartwheel không được dập lại; phần lớn số tiền đã bị nấu chảy vào năm 1800 khi giá đồng tăng  và nó đã tỏ ra quá nặng nề đối với thương mại và rất khó để dập. Phần lớn sự thất vọng của Boulton, những đồng tiền mới đã bị làm giả bằng chì phủ đồng trong vòng một tháng kể từ khi phát hành. Boulton đã được trao hợp đồng bổ sung vào năm 1799 và 1806, mỗi hợp đồng có ba mệnh giá đồng thấp hơn. Mặc dù thiết kế cartwheel đã được sử dụng một lần nữa cho đồng xu 1799 (dập vào ngày 1797), tất cả các lần dập khác đã sử dụng các phôi nhẹ hơn để phản ánh sự tăng giá của đồng và đặc trưng hơn các thiết kế thông thường.  Boulton đã giảm đáng kể vấn đề giả mạo bằng cách thêm các dòng vào các cạnh của đồng xu, và bề mặt đồng xu hơi lõm. Kẻ giả mạo đã chuyển tầm nhìn của chúng sang các mục tiêu dễ dàng hơn, các mảnh tiền Soho chưa được đúc, không bị thu hồi, do chi phí, cho đến khi việc rút tiền dần dần diễn ra trong khoảng thời gian từ 1814 đến 1817.

 Watt, trong bài điếu văn sau cái chết của Boulton năm 1809, đã tuyên bố: 
 Nói tóm lại, nếu ông Boulton không làm được gì nhiều hơn trên thế giới so với những gì ông đã đạt được trong việc cải thiện đồng tiền, tên của ông sẽ xứng đáng được bất tử;. hầu hết để ngưỡng mộ sự khéo léo, sự kiên trì hoặc sự nghiêm túc của anh ấy. Ông đã tiến hành toàn bộ giống như một chủ quyền hơn là một nhà sản xuất tư nhân; và tình yêu của sự nổi tiếng luôn dành cho anh một sự kích thích lớn hơn tình yêu để đạt được. Tuy nhiên, hy vọng rằng, ngay cả trong quan điểm sau này, doanh nghiệp đã trả lời mục đích của nó. 

## Hoạt động và quan điểm

### Nghiên cứu khoa học và Hội Mặt trăng
Boulton không học chính thức bất kì môn nào về khoa học. Người cộng sự của ông và thành viên của Hội Mặt trăng James Keir đã đánh giá rất cao ông sau khi ông chết: 
 Ông [Boulton] là bằng chứng về việc có thể thu được bao nhiêu kiến thức khoa học mà không cần nghiên cứu thường xuyên, bằng phương pháp nhanh chóng và chỉ e ngại, nhiều ứng dụng thực tế và cảm giác cơ học tốt đẹp. Ông có những quan niệm rất đúng về một số nhánh của triết học tự nhiên, là bậc thầy của mọi nghệ thuật kim loại và sở hữu tất cả các hóa học có bất kỳ mối quan hệ nào với đối tượng của các nhà sản xuất khác nhau của ông. Điện và thiên văn học đã có lúc là một trong những trò giải trí yêu thích của ông. 

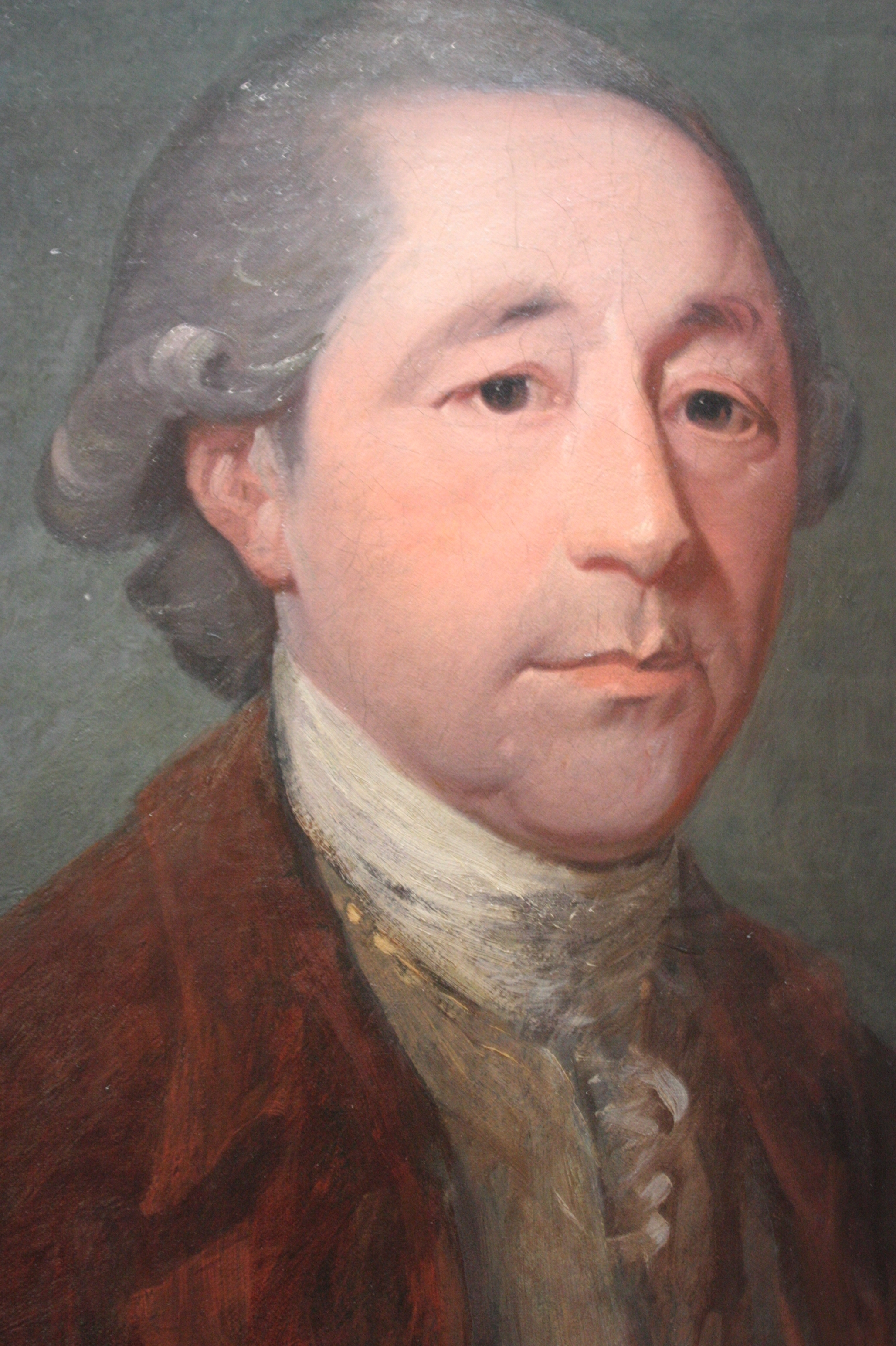
Matthew Boulton, c.1775 (chi tiết), Phòng trưng bày chân dung quốc gia, London

Ngay từ khi còn nhỏ, Boulton đã quan tâm đến những tiến bộ khoa học của thời đại mình. Ông đã loại bỏ các lý thuyết rằng điện là biểu hiện của tâm hồn con người, viết "chúng ta biết vấn đề này là sai và gọi nó là Thần". Ông gọi những lý thuyết như vậy là "Cymeras [chimera] trong đầu của mỗi con người". Sự quan tâm của ông đã dẫn ông tiếp xúc với những người đam mê khác như John Whitehurst, người cũng trở thành thành viên của Hội Mặt trăng. Năm 1758, nhà in ấn ở Pennsylvania, Benjamin Franklin, người thử nghiệm về điện hàng đầu, đã đến Birmingham trong một thời gian dài ở Anh; Boulton đã gặp ông ta, và giới thiệu ông ta với bạn bè của mình. Boulton làm việc với Franklin trong các nỗ lực để chứa điện trong một chai Leyden, và khi Franklin cần chai thủy tinh mới cho "glassychord" của mình (một phiên bản cơ khí của cốc âm nhạc), ông có được nó từ Boulton.
Bất chấp những hạn chế về thời gian trong việc mở rộng kinh doanh, Boulton vẫn tiếp tục công trình "triết học" của mình (khi đó thử nghiệm khoa học được gọi như vậy). Ông đã viết trong các quan sát trong sổ tay của mình về tình trạng đóng băng và điểm sôi của thủy ngân, về nhịp đập của mạch ở người ở các độ tuổi khác nhau, về các chuyển động của các hành tinh, và về cách làm sáp niêm phong và mực tự biến mất. Tuy nhiên, Erasmus Darwin, một người cùng đam mê với ông, người đã trở thành một thành viên của Hội Mặt trăng, đã viết thư cho ông năm 1763, "Khi bạn đang trở thành một doanh nhân nghiêm túc và cần cù, tôi hiếm khi dám nhờ bạn giúp tôi theo... cách "triết học". " 
Những người đam mê ở Birmingham, bao gồm Boulton, Whitehurst, Keir, Darwin, Watt (sau khi chuyển đến Birmingham), thợ gốm Josiah Wedgwood và giáo sĩ và nhà hóa học Joseph Priestley bắt đầu gặp gỡ không chính thức vào cuối những năm 1750. Điều này phát triển thành một cuộc họp hàng tháng gần ngày trăng tròn, để có ánh sáng để về nhà sau đó, một mô hình phổ biến cho các câu lạc bộ ở Anh vào thời điểm đó. Nhóm cuối cùng được đặt tên mình là "Hội Mặt trăng", và sau cái chết của thành viên Tiến sĩ William Small năm 1775, người thông tin liên lạc phối hợp giữa các thành viên một cách không chính thức, Boulton đã bước để đưa Hội trên một cơ sở chính thức. Họ gặp nhau vào Chủ nhật, bắt đầu với bữa tối lúc 2 giờ   chiều và tiếp tục thảo luận cho đến ít nhất 8 giờ tối.
Mặc dù không phải là thành viên chính thức của Hội Mặt trăng, Sir Joseph Banks đã hoạt động trong đó. Năm 1768, Banks cùng đi thuyền trưởng James Cook đến Nam Thái Bình Dương và mang theo đôi bông tai thủy tinh màu xanh lá cây được làm tại Soho để tặng cho người bản xứ. Năm 1776 Thuyền trưởng Cook đã đặt hàng một dụng cụ từ Boulton, rất có thể được sử dụng trong điều hướng. Boulton thường không muốn thực hiện các dự án dài và ông cảnh báo Cook rằng việc hoàn thành có thể mất nhiều năm. Vào tháng 6 năm 1776, Cook rời đi trong chuyến đi mà anh đã bị giết gần ba năm sau đó, và hồ sơ của Boulton cho thấy không đề cập thêm về dụng cụ này.
Ngoài các cuộc thảo luận và thí nghiệm khoa học do nhóm thực hiện, Boulton còn có mối quan hệ kinh doanh với một số thành viên. Watt và Boulton là đối tác trong một phần tư thế kỷ. Boulton đã mua những chiếc bình từ đồ gốm của Wedgwood để trang trí lại với đồng thiếp vàng và dự tính hợp tác với ông ta. Keir là nhà cung cấp và cộng sự lâu năm của Boulton, mặc dù Keir không bao giờ trở thành đối tác của mình như ông hy vọng.
Năm 1785, cả Boulton và Watt đều được bầu làm thành viên của Hội Hoàng gia. Theo Whitehurst, người đã viết thư chúc mừng Boulton, không có một phiếu bầu nào chống lại ông.

Mặc dù Boulton hy vọng các hoạt động của mình cho Hội Mặt trăng sẽ "ngăn chặn sự suy tàn của một Hội mà tôi hy vọng sẽ kéo dài",  khi các thành viên chết hoặc chuyển đi, họ không được thay thế. Năm 1813, bốn năm sau khi ông qua đời, Hội bị giải thể và một cuộc xổ số được tổ chức để xử lý tài sản của nó. Vì không có biên bản các cuộc họp, nên vẫn còn một vài chi tiết về các cuộc tụ họp. Nhà sử học Jenny Uglow đã viết về tác động lâu dài của Hội: 
 Hội âm lịch [s]  ... Các thành viên đã được gọi là cha đẻ của Cách mạng Công nghiệp  ... [T] tầm quan trọng của Hội đặc biệt này bắt nguồn từ công việc tiên phong của nó trong hóa học thực nghiệm, vật lý, kỹ thuật và y học, kết hợp với sự lãnh đạo trong sản xuất và thương mại, và với lý tưởng chính trị và xã hội. Các thành viên của nó là đại diện xuất sắc của mạng lưới khoa học không chính thức, cắt ngang lớp học, pha trộn các kỹ năng kế thừa của các nghệ nhân với những tiến bộ lý thuyết của các học giả, một yếu tố quan trọng trong bước nhảy vọt của Anh so với phần còn lại của châu Âu. 

### Công việc cộng đồng
Boulton đã tham gia rộng rãi vào các hoạt động dân sự ở Birmingham. Người bạn của ông, Tiến sĩ John Ash từ lâu đã tìm cách xây dựng một bệnh viện trong thị trấn. Một người hâm mộ tuyệt vời của âm nhạc Handel, Boulton đã nghĩ ra ý tưởng tổ chức một lễ hội âm nhạc ở Birmingham để gây quỹ cho bệnh viện. Lễ hội diễn ra vào tháng 9 năm 1768, lần đầu tiên trong chuỗi kéo dài đến thế kỷ XX. Bệnh viện, Đại tướng Birmingham, mở cửa vào năm 1779. Boulton cũng đã giúp xây dựng Phòng khám Đa khoa, nơi có thể điều trị ngoại trú. Một người ủng hộ vững chắc của trạm phát thuốc, ông làm thủ quỹ và viết, "Nếu kinh phí của tổ chức không đủ để hỗ trợ nó, tôi sẽ bù vào sự thiếu hụt."  Văn phòng đã sớm vượt qua các khu vực ban đầu của nó và một tòa nhà mới ở Temple Row đã được khai trương vào năm 1808, ngay trước khi Boulton qua đời.

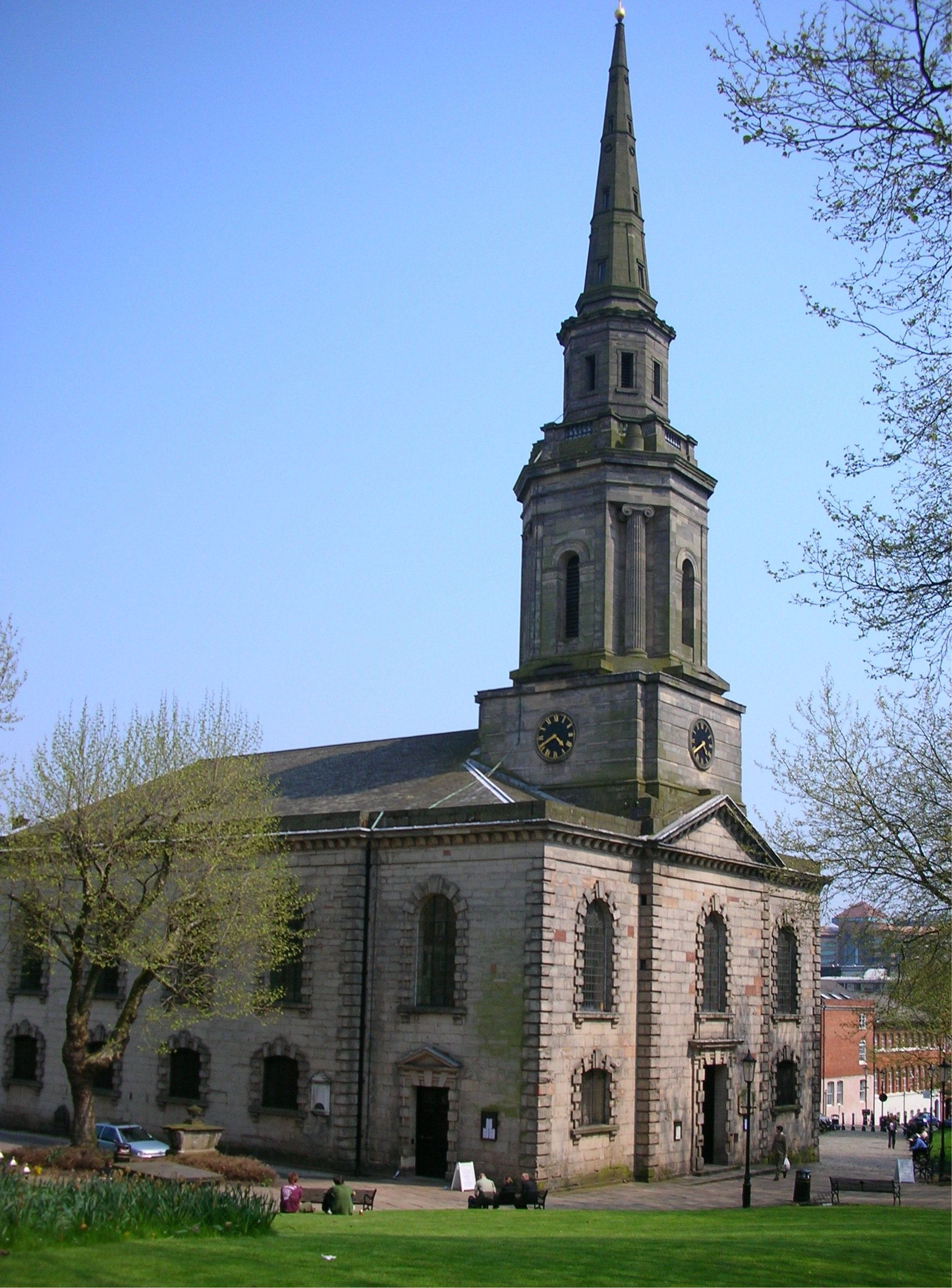
Nhà thờ St Paul, Birmingham, nơi Boulton là giáo dân

Boulton đã giúp thành lập Nhà hát Phố Mới vào năm 1774, và sau đó đã viết rằng có một nhà hát khuyến khích những vị khách tốt bụng đến Birmingham và tiêu nhiều tiền hơn những gì họ có. Boulton đã cố gắng để nhà hát được công nhận là nhà hát bằng sáng chế với Bằng sáng chế Hoàng gia, được quyền trình diễn chính kịch; ông thất bại trong năm 1779 nhưng đã thành công trong 1807. Ông cũng ủng hộ của Birmingham Oratorio Choral Society, và cộng tác với nhà sản xuất khuy và người tổ chức âm nhạc nghiệp dư Joseph Moore để đưa vào một loạt các buổi hòa nhạc riêng năm 1799. Ông giữ chỗ tại Nhà thờ St Paul, Birmingham, một trung tâm xuất sắc về âm nhạc. Khi các buổi biểu diễn của Messiah được tổ chức tại Tu viện Westminster vào năm 1784 với niềm tin (không chính xác) rằng đó là một trăm năm ngày sinh của Handel và niềm tin (chính xác) rằng đó là kỷ niệm lần thứ 25 ngày mất của ông, Boulton tham dự và viết: "Tôi hiếm khi biết đó là âm thanh vĩ đại nhất, âm thanh hay cảnh tượng. Cả hai đều tuyệt vời đến mức không thể diễn tả được. Trong Halleluja, tâm hồn tôi gần như thăng hoa khỏi thể xác của tôi." 
Lo ngại về mức độ tội phạm ở Birmingham, Boulton phàn nàn: "Đường phố bị nhiễm từ trưa đến nửa đêm vì gái mại dâm". Trong thời đại trước khi thành lập cảnh sát, Boulton đã phục vụ trong một ủy ban để tổ chức các tình nguyện viên tuần tra trên đường phố vào ban đêm và giảm tội phạm. Ông ủng hộ dân quân địa phương, cung cấp tiền mua vũ khí. Năm 1794, ông được bầu làm Cảnh sát trưởng cao cấp của Staffordshire, quận cư trú của ông.
Bên cạnh việc tìm cách cải thiện cuộc sống địa phương, Boulton quan tâm đến các vấn đề thế giới. Ban đầu thông cảm với nguyên nhân của thực dân Mỹ nổi loạn, Boulton đã thay đổi quan điểm của mình khi anh nhận ra rằng một nước Mỹ độc lập có thể là mối đe dọa đối với thương mại của Anh, vào năm 1775 đã tổ chức một bản kiến nghị kêu gọi chính phủ cứng rắn với người Mỹ - dù khi cuộc cách mạng đã thành công, ông nối lại thương mại với các thuộc địa cũ. Ông cảm thông hơn với nguyên nhân của Cách mạng Pháp, tin rằng điều đó là hợp lý, mặc dù ông bày tỏ sự kinh hoàng của mình trước sự thái quá đẫm máu của chính quyền Cách mạng. Khi chiến tranh với Pháp nổ ra, ông đã trả tiền vũ khí cho một nhóm tình nguyện, tuyên thệ chống lại bất kỳ cuộc xâm lược nào của Pháp.

## Gia đình và cuộc sống sau này, cái chết và đài tưởng niệm

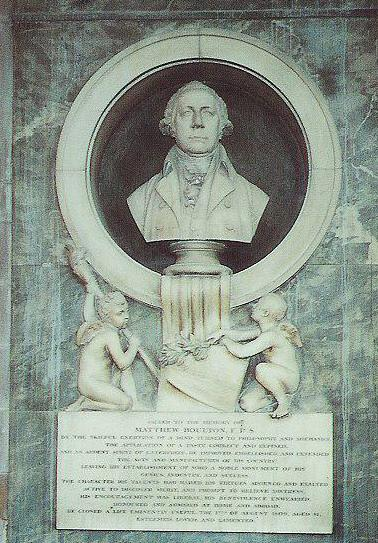
Tượng đài Matthew Boulton của John Flaxman

Khi Boulton góa vợ vào năm 1783, anh ta được chăm sóc bởi hai đứa con tuổi thiếu niên. Cả con trai ông Matthew Robinson Boulton và con gái Anne đều không có sức khỏe tốt; Matthew con thường bị ốm và là một học sinh kém, bị chuyển từ trường này sang trường khác cho đến khi anh tham gia công việc kinh doanh của cha mình vào năm 1790; Anne bị một cái chân bị bệnh khiến cô không thể tận hưởng một cuộc sống đầy đủ. Mặc dù vắng mặt thường xuyên vì công việc, Boulton vẫn quan tâm sâu sắc đến gia đình. Ông viết thư cho vợ vào tháng 1 năm 1780, 
 Không có gì có thể giảm nhẹ lâu như vậy, sự lạnh lẽo, xa cách này với người vợ và đứa con thân yêu nhất của tôi, nhưng những kiến thức nhất định mà tôi đang chuẩn bị cho sự dễ dàng, hạnh phúc và thịnh vượng của họ, và khi đó là giải thưởng, tôi không biết khó khăn nào Tôi sẽ không gặp phải, để có được nó. 
 Khi hết hạn bằng sáng chế vào năm 1800, cả Boulton và Watt đều rút lui khỏi quan hệ đối tác, mỗi người chuyển giao vai trò của mình cho con trai cùng tên. Hai người con trai đã thực hiện các thay đổi, nhanh chóng kết thúc các chuyến tham quan công cộng của Nhà máy Soho mà Boulton cha đã tự hào trong suốt thời gian ở Soho. Khi nghỉ hưu, Boulton vẫn hoạt động, tiếp tục điều hành Xưởng đúc tiền Soho. Khi Xưởng đúc tiền Hoàng gia mới được xây dựng trên Tower Hill vào năm 1805, Boulton đã được trao hợp đồng trang bị cho nó máy móc hiện đại. tiếp tục hoạt động làm Watt đau lòng. Watt đã hoàn toàn rút lui khỏi Soho, trong thư viết cho Boulton năm 1804, " Những người bạn của cậu lo rằng sự chú tâm cần thiết của cậu trong việc vận hành của xưởng đúc tiền có thể gây hại cho sức khỏe của cậu".
Boulton đã giúp đối phó với tình trạng thiếu bạc, thuyết phục Chính phủ cho phép ông in chồng số lượng lớn đô la Tây Ban Nha của Ngân hàng Anh với thiết kế bằng tiếng Anh. Ngân hàng đã cố gắng để lưu các đô la bằng cách in chìm trên những đồng xu bên mặt hiển thị nhà vua Tây Ban Nha một hình ảnh nhỏ của George III, nhưng công chúng đã miễn cưỡng chấp nhận chúng, một phần là do hàng giả. Nỗ lực này đã truyền cảm hứng cho các câu đối, "Ngân hàng làm cho Đô la Tây Ban Nha của họ vượt qua / Đóng dấu đầu của một kẻ ngốc trên cổ của một con lừa."  Boulton đã xóa sạch thiết kế cũ trong việc phục hồi của mình. Mặc dù Boulton đã không thành công trong việc xóa bỏ tiền giả như ông hy vọng (hàng giả chất lượng cao đã đến văn phòng của Ngân hàng trong ngày phát hành),  những đồng tiền lưu hành cho đến khi Xưởng đúc tiền Hoàng gia một lần nữa đúc một lượng lớn đồng xu bạc năm 1816, khi Boulton không còn. Ông giám sát vấn đề tiền đồng của mình cho Anh lần cuối vào năm 1806, và một vấn đề về tiền đồng lớn chỉ lưu hành ở Ireland. Ngay cả khi sức khỏe không tốt, ông cũng đưa người hầu của mình từ Nhà Soho đến Xưởng đúc tiền Soho, và ông ngồi và xem máy móc,  đặc biệt bận rộn vào năm 1808 bởi đang đúc gần 90.000.000 đồng tiền xu cho Công ty Đông Ấn. Ông viết, "Trong tất cả các lĩnh vực cơ học tôi từng tham gia, không có môn nào tôi từng tham gia với quá nhiều sự hăng say như việc mang đến sự hoàn hảo cho nghệ thuật đúc." 
Đến đầu năm 1809, ông bị bệnh nặng. Anh ta bị sỏi thận từ lâu, cũng nằm trong bàng quang, khiến anh ta đau đớn vô cùng. Ông qua đời tại Nhà Soho vào ngày 17 tháng 8 năm 1809. Ông được chôn cất trong nghĩa địa của Nhà thờ St. Mary, Handsworth, ở Birmingham   - nhà thờ sau đó đã được mở rộng trên phần đất mộ của ông. Bên trong nhà thờ, trên bức tường phía bắc của khu bảo tồn, là một tượng đài bằng đá cẩm thạch lớn cho ông, được ủy thác bởi con trai ông, được điêu khắc bởi nhà điêu khắc John Flaxman. Nó bao gồm một bức tượng bán thân bằng đá cẩm thạch của Boulton, được đặt trong một lỗ tròn trên hai putti, một chiếc có khắc chữ của Xưởng sản xuất Soho.

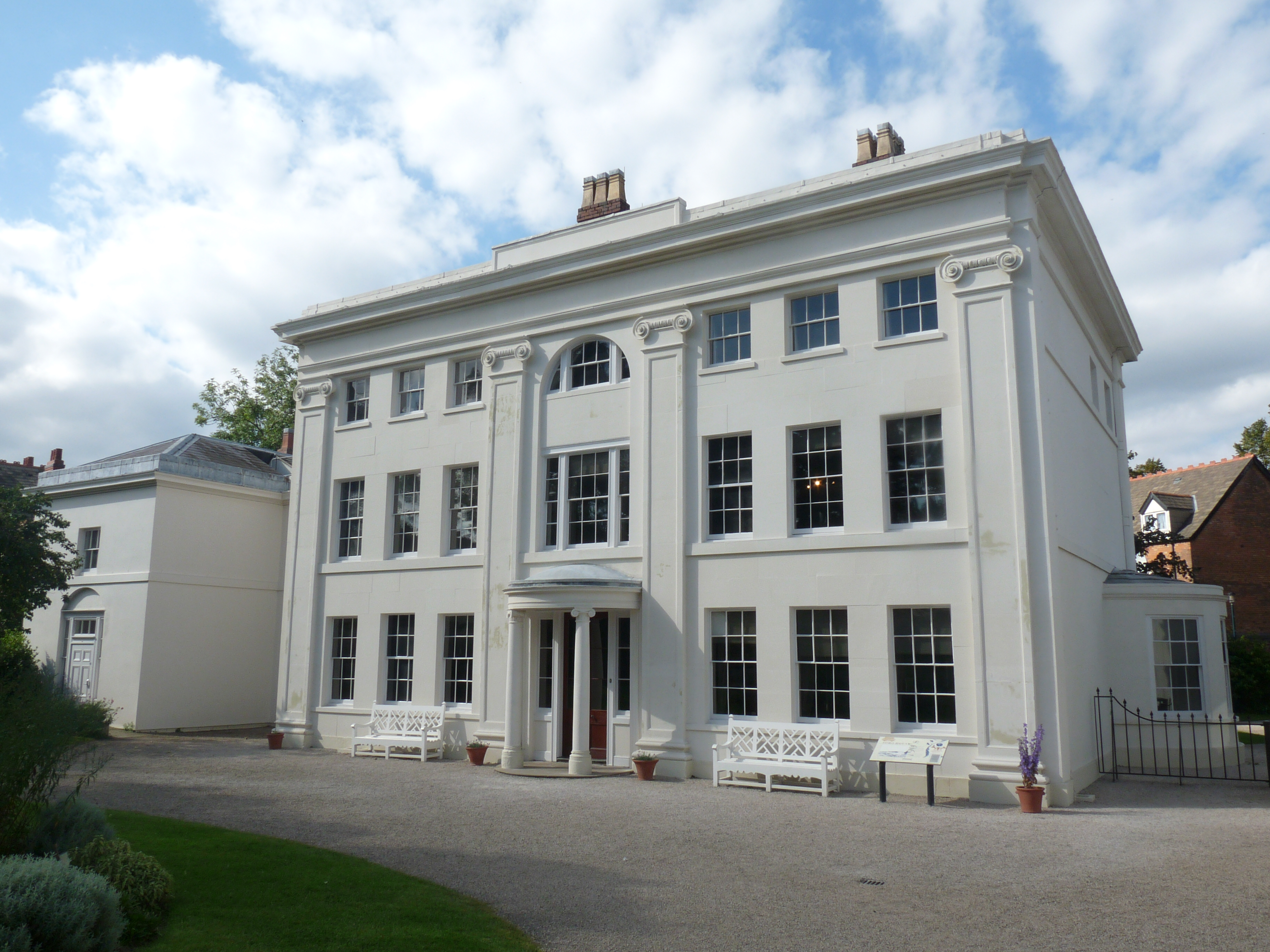
Nhà Soho năm 2009

Boulton được công nhận bởi một số đài tưởng niệm và các lễ kỷ niệm khác trong và xung quanh Birmingham. Nhà Soho, nhà của ông từ năm 1766 cho đến khi qua đời, hiện là một bảo tàng, cũng như xưởng đầu tiên của ông, Sarehole Mill. Kho lưu trữ Soho là một phần của Kho lưu trữ thành phố Birmingham, tại Thư viện thành phố Birmingham. Ông được công nhận bởi những mảng xanh tại nơi sinh của Steelhouse Lane và tại Soho House. Một bức tượng bằng đồng mạ vàng Boulton, Watt và Murdoch (1956) của William Bloye đứng đối diện Quảng trường Centenary ở trung tâm thành phố Birmingham. Matthew Boulton College được đặt tên để vinh danh ông vào năm 1957. Kỷ niệm hai trăm năm ngày mất của ông, vào năm 2009, dẫn đến một số cống phẩm. Hội đồng thành phố Birmingham đã quảng bá "một lễ hội kéo dài một năm để tôn vinh cuộc sống, công việc và di sản của Matthew Boulton".
Vào ngày 29 tháng 5 năm 2009, Ngân hàng Anh tuyên bố rằng Boulton và Watt sẽ xuất hiện trên tờ tiền 50 bảng mới. Thiết kế này là thiết kế đầu tiên có chân dung kép trên tờ giấy của Ngân hàng Anh và giới thiệu hai nhà công nghiệp cạnh nhau với hình ảnh của một động cơ hơi nước và Xưởng sản xuất Soho của Boulton. Các trích dẫn được gán cho mỗi người đàn ông được ghi trên ghi chú: "Tôi bán ở đây, thưa ngài, điều mà tất cả thế giới mong muốn có được - NĂNG LƯỢNG" (Boulton) và "Tôi không thể nghĩ được gì khác ngoài chiếc máy này" (Watt). Các ghi chú được đưa vào lưu thông vào ngày 2 tháng 11 năm 2011 
Vào tháng 3 năm 2009, Boulton đã được vinh danh với vấn đề về tem bưu chính của Royal Mail.

Vào ngày 17 tháng 10 năm 2014, một đài tưởng niệm ông đã được khánh thành tại Tu viện Westminster bên cạnh đó là đối tác kinh doanh của ông, James Watt.

## Tham khảo

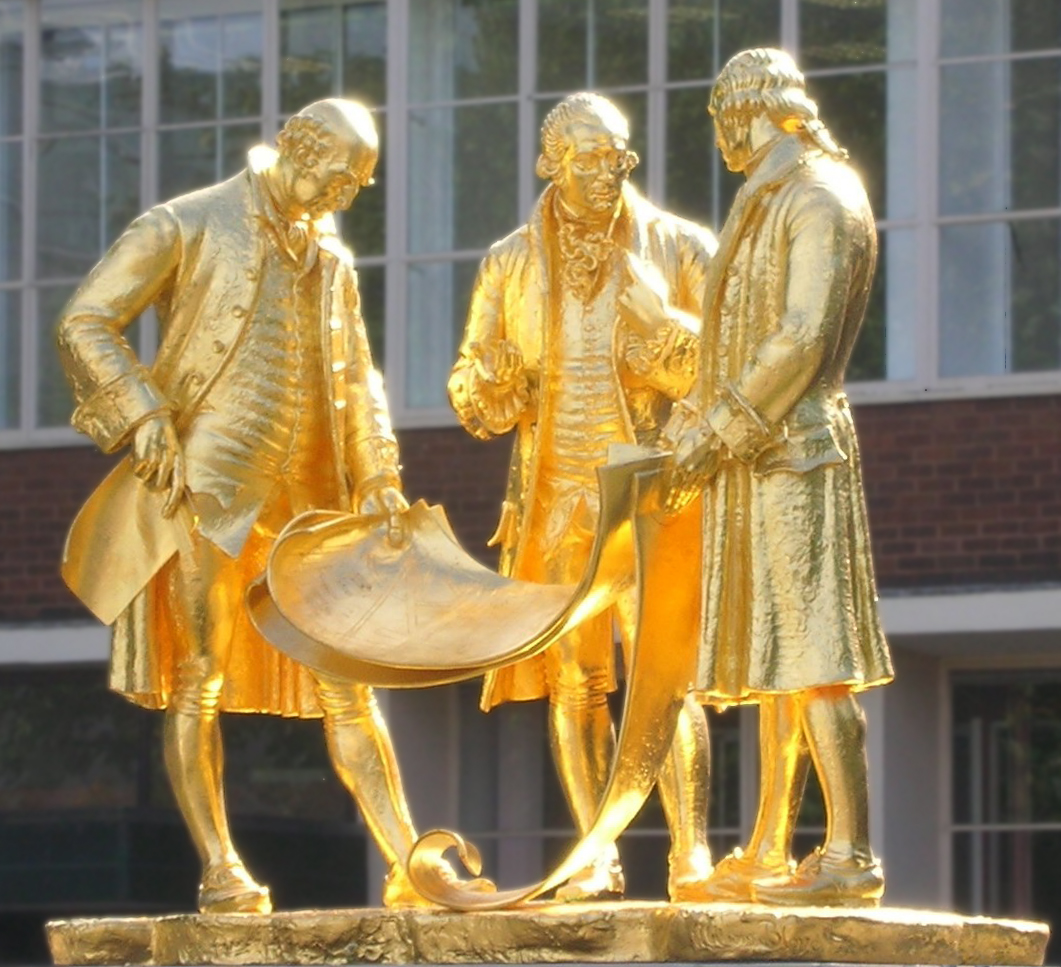
Boulton, Watt và Murdoch, bởi William Bloye (1956)